# Забивач

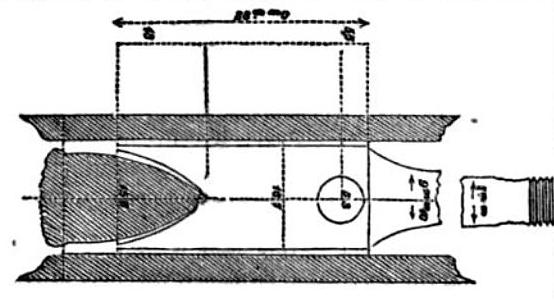
Кресленик забивача з виїмкою

Забива́ч, прибі́йник (рос. прибойник, англ. rammer) — пристрій для досилання заряду у камору гармати. Термін уживається переважно щодо ручних досилальних пристроїв. Для пристроїв автоматичного заряджання зазвичай використовується термін «досилач».
У гарматах, заряджуваних з дула, забивач являв собою дерев'яний циліндр (стакан) або зрізаний конус, насаджений на держак. За його допомогою гарматник-заряджальник досилав (забивав) у камору зарядний картуз, пиж і снаряд. Циліндри забивачів для єдинорогів мали виїмку для гранатної (дистанційної) трубки, щоб запобігти розколюванню останньої під час заряджання. Забивач для малокаліберних гармат насаджувався на другий кінець держака банника, а забивач для великокаліберних кріпився на окремому держаку з особливою ручкою на кінці. Така конструкція уможливлювала діяти ним, стоячи трошки осторонь від дула — це зберігало життя заряджальнику при випадковому вибусі пороху в каналі ствола. Відомі також забивачі-банники, дещо схожі з японськими нунчаку: короткі держаки банника і забивача у них були з'єднані короткою гнучкою зв'язкою. Це дозволяло забивати заряд і банити ствол, стоячи збоку гармати (що було важливо, наприклад, у казематах чи на кораблях при заряджанні із закритими портами) і робило артилерійське приладдя більш компактним. Також держаком забивача міг слугувати відтинок жорсткого троса (такий забивач називався шток).
У морській артилерії використовування забивача для заряджання гармат протрималося до 1880-х. З 1874 року, починаючи з панцерника «Тандерер», для дульнозарядних гармат застосовували також гідравлічні забивачі.
Забивач використовують і в сучасній артилерії — для досилання снаряда у камору вручну за несправності автоматичного досилача.